# Síbia cuallarga
La síbia cuallarga (Heterophasia picaoides) és un ocell de la família dels leiotríquids (Leiothrichidae).

## Hàbitat i distribució
Habita boscos de roures de les muntanyes al nord-est de l'Índia des del Nepal cap a l'est fins Arunachal Pradesh i cap al sud fins Nagaland, Myanmar (excepte el centre), sud-oest de la Xina, nord-oest de Tailàndia, nord de Laos, nord i centre del Vietnam al nord-oest de Tonquín i nord d'Annam, Malaca i Sumatra.